# 日本の企業一覧 (情報・通信)
このページは日本の企業一覧 (情報・通信)（にほんのきぎょういちらん じょうほう・つうしん）である。日本の証券取引所上場企業の内、「情報・通信」に分類される企業には証券コードを記載する。
| 目次 | 目次 | 目次 | 目次 | 目次 | 目次 | 目次 | 目次 | 目次 | 目次 | 目次 |
| ---- | ---- | ---- | ---- | ---- | ---- | ---- | ---- | ---- | ---- | ---- |
| わ   | ら   | や   | ま   | は   |      | な   | た   | さ   | か   | あ   |
|      | り   |      | み   | ひ   |      | に   | ち   | し   | き   | い   |
| を   | る   | ゆ   | む   | ふ   |      | ぬ   | つ   | す   | く   | う   |
|      | れ   |      | め   | へ   |      | ね   | て   | せ   | け   | え   |
| ん   | ろ   | よ   | も   | ほ   |      | の   | と   | そ   | こ   | お   |

## ア行

### あ
- アーク・コミュニケーションズ
- アークン → フーバーブレイン
- アーチェリープロダクション
- アーティストハウスホールディングス
- アートスパークホールディングス → セルシス
- RKB毎日ホールディングス（福証・9407）
  - RKB毎日放送
- RRデジタルメディア
- R&C (東京都)
- アールビバン
- アイアンドエーエス
- IHIエスキューブ
- アイ・エックス・アイ
- アイエックス・ナレッジ（東証スタンダード・9753）
- アイ・エス・ビー（東証プライム・9702）
- アイ・エム・ジェイ
- アイエスエフネットケア
- アイエックス・ナレッジ
- アイキッズ
- アイキャスト
- アイキューブドシステムズ（東証グロース・4495）
- アイ・クリエイト (渋谷区)
- アイコム
- アイコール
- IsatPhone
- アイサンテクノロジー（東証スタンダード・4667）
- IC (企業)（東証スタンダード・4769）
- アイシーエス
- ICT標準化・知財センター
- IJC (企業)
- IGポート（東証スタンダード・3791）
- アイズ (情報システム)（東証グロース・5242）
- アイスタイル
- アイスタディ → クシム
- 愛知情報システム
- アイデアフラッド
- IDCフロンティア
- アイ・ティー・シーネットワーク → コネクシオ
- アイティフォー（東証プライム・4743）
- ITbookホールディングス（東証グロース・1447）
  - ITbook（東証マザーズ・3742）
  - サムシング
- アイティメディア
- アイテック阪急阪神
- アイデミー（東証グロース・5577）
- アイトシステム
- アイドママーケティングコミュニケーション（東証スタンダード・9466）
- アイネス（東証プライム・9742）
- アイネックス (技術プロダクション)
- アイネット (システムインテグレーター)（東証プライム・9600）
- アイ・ピー・エス (東京都)（東証プライム・4390）
- アイ・ピー・エス (大阪府)（東証スタンダード・4335）
- アイ・ビー・シー（東証スタンダード・3920）
- IPネットサービス
- i-plug（東証グロース・4177）
- アイフリークモバイル（東証スタンダード・3845）
- アイ文庫
- アイリッジ（東証グロース・3917）
- アイル (マネージメント)（東証プライム・3854）
- アイレックス（JASDAQ・6944）
- AOI TYO Holdings（東証1・3975）
  - AOI Pro.（旧：葵プロモーション）（東証1・9607）
  - xpd（旧：ティー・ワイ・オー）（東証1・4358）
  - TYO
- アウトカム
- アウトルックコンサルティング（東証グロース・5596）
- アエリア（東証スタンダード・3758）
- アオイスタジオ
- アカマイ・テクノロジーズ
- アカツキ (ゲーム会社)（東証プライム・3932）
- 旭エンジニアリング
- 旭情報サービス（東証スタンダード・9799）
- アカネソリューションズ
- アキロン
- アクアプラス
- アクサ収納サービス
- ACSiON
- Axis (企業)
- ACCESS (企業)（東証プライム・4813）
- アクセスオンライン
- アクセス国際ネットワーク
- ACCESSPORT
- AXES Payment
- アクセルエンターメディア
- アクセス (企業)→NCS&A
- アクセスオンライン
- アクセル (音響効果・選曲)
- アクセルエンターメディア
- アクセルマーク（東証グロース・3624）
- アクモス（東証スタンダード・6888）
- アクリート（東証グロース・4395）
- アクリーティブ
- アグレックス（東証1・4799）
  - アグレックスファインテクノ
- アクロディア→THE WHY HOW DO COMPANY
- あさひ (企業)
- 朝日新聞社
- 朝日ネット（東証プライム・3834）
- 朝日放送グループホールディングス（東証プライム・9405）（旧：朝日放送）
  - 朝日放送テレビ
  - 朝日放送ラジオ
- 朝日航洋
- 朝日生命カードサービス
- 麻布プラザ
- 麻布リース
- アジアパシフィックシステム総研 → ASPA C→ キヤノン電子テクノロジー
- アジアクエスト（東証グロース・4261）
- アジア航測
- アジェンダ (企業)
- アジルネットワークス
- アスキーソリューションズ
- アスクプロ
- アズジェント（東証スタンダード・4288）
- アステリア (企業)（東証プライム・3853）
- RSUPPORT
- アスマーク（東証スタンダード・4197）
- アスリートエージェントテック
- アソビモ
- アット東京
- アットホーム
- アップサイド
- アップルウェザー
- アドソル日進（東証プライム・3837）
- アドバンスト・メディア（東証グロース・3773）
  - ディーバ (会計システム)
- アドバンストラフィックシステムズ
- アドバンテッジリスクマネジメント
- アトラエ
- ANET
- アバコミュニケーションズ
- アパレルウェブ
- アバント (企業)（東証プライム・3836）
- アビームコンサルティング
- アビグローバル
- アピリッツ（東証スタンダード・4174）
- AVILEN（東証グロース・5591）
- アプリックス（東証グロース・3727）
- ABEJA（東証グロース・5574）
- 雨風太陽（東証グロース・5616）
- Amazia（東証グロース・4424）
- 網屋（東証グロース・4258）
- アムタス
- アムレック
- AliveCast
- アライドテレシス
- 荒蝦夷
- アラクサラネットワークス
- アララ（東証グロース・4015）
  - バリューデザイン（東証グロース・3960）
- アリコシステム
- アリバ
- アルカディアソフト開発
- アルファクス・フード・システム
- アルファワン
- アルプス技研
- アルメックス
- アルゴグラフィックス（東証プライム・7595）
- アルテリア・ネットワークス（東証プライム・4423）
- アルファクス・フード・システム（東証グロース・3814）
- アルファシステムズ（東証プライム・4719）
- アルファポリス（東証グロース・9467）
- アルファノート
- ALBERT（東証グロース・3906）
- アルメックス
- Arent（東証グロース・5254）
- アンダムル
- アンドール（JASDAQ・4640）
- アンビット
- アンリツ

### い
- イーアイエス
- イー・アクセス → ワイモバイル → ソフトバンクモバイル → ソフトバンク
- eWeLL（東証グロース・5038）
- イーエムシステムズ（東証プライム・4820）
- イー・カムトゥルー
- イー・キャッシュ → パス
- E・C・R
- Eストアー（東証スタンダード・4304）
- イーツー・インフォ
- EAT (会社)
- イード (企業)
- イーシステム → キヤノンエスキースシステム
- いい生活（東証スタンダード・3796）
- イーソル（東証スタンダード・4420）
- イーツー・インフォ
- E-naスタジオ
- イーブックイニシアティブジャパン（東証1・3658）
- イーフロンティア
- イーペイメント
- eBASE（東証プライム・3835）
- 家元 (映像プロダクション)
- イオン保険サービス
- IXIT
- 池田屋 (テレビ技術会社)
- 井桁屋
- イストピカ
- 伊豆新聞
- 伊藤忠テクノソリューションズ（東証プライム・4739）
- EventHub
- 伊那市有線放送農業協同組合
- イノベーション (企業)（東証グロース・3970）
- イマージュ (画像処理企業)
- イマージュタイム
- IMAGICA BRANCH
- IMAGICA Lab.
- イマジニア（東証スタンダード・4644）
- イマジネーション (制作会社)
- イメージ情報開発（東証グロース・3803）
- イメージ・ファクトリー
- イルージョン
- イルグルム（東証グロース・3690）
- いわき民報
- イングス (映像制作会社)
- Institution for a Global Society（東証グロース・4265）
- インターグ
- インターコム
- インターネットマルチフィード
- インタロボット
- インタートレード（東証スタンダード・3747）
- インターネットイニシアティブ（東証プライム・3774）
- インターネット総合研究所
- インターネットマルチフィード
- インターファクトリー（東証グロース・4057）
- インテア・ホールディングス（東証マザーズ・3734）
- インディゴ・フィルムズ
- インデックス・ホールディングス（JASDAQ・4835）
- インテック
- インテリジェント ウェイブ（東証プライム・4847）
- インテージホールディングス（東証プライム・4326）
- インバウンドプラットフォーム（東証グロース・5587）
- インフォマークス
- インフォコム（東証プライム・4348）
- インフォテリア→アステリア
- インフォテリア・オンライン
- インフォネット（東証グロース・4444）
- インフォメーションクリエーティブ → IC (企業)
- インフォメーション・ディベロプメント（東証プライム・4709）
- インフォメーション・ネットワーク福島
- インフォメティス（東証グロース・281A）
- インプレスホールディングス（東証スタンダード・9479）
- インボイス

### う
- WIPジャパン
- Vanilla Sky Records
- ヴァルス (音響効果)
- ヴァンシャープ
- ウィーヴ
- ウイウイ・スタジオ
- ヴィステックエンタテインメント
- ヴィック
- ヴィッツ (企業)（東証スタンダード・4440）
- うぃなぁエンタテイメント
- ヴイ・ビジョンスタジオ
- ウィルゲート
- ウィルズ（東証グロース・4482）
- Will Smart（東証グロース・175A）
- ウイング (番組制作会社)
- ウイングアーク1st（東証プライム・4432）
- ウインライト
- UUUM（東証グロース・3990）
- ウェザーニューズ（東証プライム・4825）
- ウエストワン
- ウェルス・マネジメント (企業)（東証スタンダード・3772）
- Welby（東証グロース・4438）
- ウェルネット
- ヴェントゥオノ
- ウォンテッドリー（東証グロース・3991）
- ウサギマル
- 内田洋行
- unerry（東証グロース・5034）
- 宇部情報システム
- うるる（東証グロース・3979）
- VRAIN Solution（東証グロース・135A）

### え
- エアー (企業)
- エアジーワークス
- 映広
- 衛星ネットワーク
- 映像新社
- HTB映像
- HBA (企業)
- エーアイ (文京区)（東証グロース・4388）
- ARアドバンストテクノロジ（東証グロース・5578）
- エー・アンド・アイ システム → ラック (情報システム)
- ASJ (企業)（東証グロース・2351）
- AQインタラクティブ → マーベラスAQL
- AGS (情報システム)（東証スタンダード・3648）
- AGS (企業)
- ACN (日本の商社)
- A2network
- AWSホールディングス → Ubicomホールディングス
- エーティーワークス
- エーティーエルシステムズ
- エー・ビー・シーメディアコム
- エービッツ
- エイ・アイ・エス
- エイジア → WOW WORLD
- エイシス
- エイチーム（東証プライム・3662）
  - エイチーム引越し侍
  - エイチームライフスタイル
- エイチエス
- Hmcomm（東証グロース・265A）
- HCSホールディングス（東証スタンダード・4200）
- エイチジェイ
- エイティング（東証マザーズ・3785）
- エイトレッド（東証スタンダード・3969）
- Appier Group（東証プライム・4180）
- エイベックス（東証プライム・7860）
- エイベック研究所
- Aiming (企業)（東証グロース・3911）
- HTKエンジニアリング
- エイベック研究所
- エイミーストリートジャパン
- au PAY
- エキサイトホールディングス（東証スタンダード・5571）
  - エキサイト（JASDAQ・3754）
- エキスプレス (制作プロダクション)
- 駅探（東証グロース・3646）
- エクサウィザーズ（東証グロース・4259）
- エクスプロージョン
- エクスモーション（東証グロース・4394）
- エクスポート・ジャパン
- エコーシティー・駒ヶ岳
- エコナビスタ（東証グロース・5585）
- エコミック（東証スタンダード・3802）
- エコモット（東証グロース・3987）
- SICシステム
- SIGグループ（東証スタンダード・4386）
- SRAホールディングス（東証プライム・3817）
- エス・アンド・アイ
- S&J（東証グロース・5599）
- SEホールディングス・アンド・インキュベーションズ（東証スタンダード・9478）
  - 翔泳社
- SMSデータテック
- SMBCファイナンスサービス
- SAPジャパン
- エスケーアイ → サカイホールディングス
- SCSK（東証プライム・9719）
  - Minoriソリューションズ（東証1・3822）
- SJホールディングス → SJI → カイカ
- SBイノベンチャー
- SB C&S
- SBクラウド
- SBテクノロジー
- SBペイメントサービス
- SBIベリトランス→ベリトランス
- エスブイエス
- sMedio（東証グロース・3913）
- エスユー
- SYSホールディングス（東証スタンダード・3988）
- SCC (企業)
- エックスネット（東証スタンダード・4762）
- エッジテクノロジー（東証グロース・4268）
- エディア（東証スタンダード・3935）
- エディフィストラーニング
- EduLab（東証グロース・4427）
- エナリス
- ANYCOLOR（東証プライム・5032）
- エニグモ（東証プライム・3665）
- enish（東証スタンダード・3667）
- AnyMind Group（東証グロース・5027）
- NECプラットフォームズ
- NECネッツエスアイ（東証プライム・1973）
  - NECマグナスコミュニケーションズ
- NECモバイリング → MXモバイリング
- NSSLCサービス
- NSフィナンシャルマネジメントコンサルティング
- NSD（東証プライム・9759）
- NCS&A（東証スタンダード・9709）
- NHKエデュケーショナル
- NHKエンタープライズ
- NHKテクノロジーズ
- エヌ・エス・エル
- エヌシーネットワーク
- エヌアイデイ（東証スタンダード・2349）
- エヌジェイホールディングス（東証スタンダード・9421）
- エヌジェーケー → NTTデータNJK
- エヌ・デーソフトウェア（東証2・3794）
- M-TANK
- エムティーアイ
- ENECHANGE（東証グロース・4169）
- ENWA
- エビソル
- 愛媛新聞社
- FIG (企業)（東証プライム・4392）
  - モバイルクリエイト（東証1・3669）
- FFRIセキュリティ（東証グロース・3692）
- エフエム東京
- FM NACK5（旧：エフエム埼玉）
- FM BIRD
- F-FactoryJapan
- エフレジ
- エムアップホールディングス（東証プライム・3661）
- MXモバイリング
- MIL (動画制作)
- エムケイシステム（東証スタンダード・3910）
- エムティーアイ（東証プライム・9438）
- MBS企画
- Mマート（東証グロース・4380）
- LK・Partners
- エレクトロニック・ライブラリー
- ELEMENTS (企業)（東証グロース・5246）
- L is B（東証グロース・145A）
- AI CROSS（東証グロース・4476）
- AI inside（東証グロース・4488）
- And Joy
- ENWA
- エンカレッジ・テクノロジ（東証スタンダード・3682）

### お
- オウチーノ
- Orb (企業)
- 大泉音映
- オーエイギャザリング
- オーク情報システム
- オークネット（東証プライム・3964）
- オークファン（東証グロース・3674）
- オグズライン
- オーケーウェイヴ（名証ネクスト・3808）
- 大塚商会（東証プライム・4768）
- オーシーシー
- OCBプロ
- オージス総研
- ODN
- オートサーバー（東証スタンダード・5589）
- o9 Solutions（オーナインソリューションズ）
- スタック
- オービーシステム（東証スタンダード・5576）
- オービック（東証プライム・4684）
- オービックビジネスコンサルタント（東証プライム・4733）
- オービチューン
- オープンインタフェース
- OpenStreet
- オープンテクノ → アグレックスファインテクノ
- オープンドア（東証プライム・3926）
- オープンビジネスソフトウェア協会
- オープンワーク（東証グロース・5139）
- 大町市有線放送電話農業協同組合
- オーリッド
- オールコネクト
- ODKソリューションズ（東証スタンダード・3839）
- 応研
- 応用技術（東証スタンダード・4356）
- 岡谷市民新聞社
- オズ (企業)
- オックス情報 → オックスホールディングス
- オフィスエラン
- オプティム（東証プライム・3694）
- オムニバス・ジャパン
- オメガプロジェクト・ホールディングス → ソーシャル・エコロジー・プロジェクト
- Origami
- オリコン（東証スタンダード・4800）
- オルツ（東証グロース・260A）
- オルトプラス（東証スタンダード・3672）
- オロ (企業)（東証プライム・3983）
- 音楽探険隊
- 音響ハウス

## カ行

### か
- カーネルコンセプト
- CARTA HOLDINGS
- ガーラ (企業)（東証スタンダード・4777）
- ガイアックス（名証ネクスト・3775）
- 海外コミュニケーションズ
- CAICA DIGITAL（東証スタンダード・2315）
- KAI-YOU
- カウ (日本の企業)
- KYCOMホールディングス（東証スタンダード・9685）
- 学研ホールディングス（旧：学習研究社）（東証プライム・9470）
- Kaizen Platform（東証グロース・4170）
- カウリス（東証グロース・153A）
- カオナビ（東証グロース・4435）
- 鹿児島ビジョン
- かしわプロダクション
- カゼ・ネット
- カチシステムプロダクツ
- かっこ (企業)（東証グロース・4166）
- ガッコム
- KADOKAWA（旧：カドカワ ← KADOKAWA・DWANGO）（東証プライム・9468）
  - KADOKAWA KEY-PROCESS（旧：KADOKAWA Future Publishing ← KADOKAWA ← 角川グループホールディングス ← 角川書店）（東証1・9477）
  - 角川ゲームス
  - フロム・ソフトウェア
  - ドワンゴ（東証1・3715）
    - スパイク・チュンソフト
- カトマンズ・東京文化通信
- 神奈川新聞社
- カナミックネットワーク（東証プライム・3939）
- カーネル・ソフト・エンジニアリング
- カノン・クリエイティブ
- カルチュア・パブリッシャーズ
- 兼松エレクトロニクス（東証プライム・8096）
- カバー (企業)（東証グロース・5253）
- カプコン（東証プライム・9697）
- 河北新報社
- かみゆ
- 佳夢音
- カヤック（東証グロース・3904）
- カラダノート（東証グロース・4014）
- CARTA HOLDINGS（東証プライム・3688）
  - VOYAGE GROUP（東証1・3688）
  - サイバー・コミュニケーションズ
- カワセコンピュータサプライ
- 河村電器産業
- 環境フレンドリーホールディングス（東証グロース・3777）
- 関西テレビソフトウェア
- 関西東通
- 関西放送制作
- 関電システムソリューションズ
- ガンホー・オンライン・エンターテイメント（東証プライム・3765）

### き
- ギークフィード
- キーウェアソリューションズ（東証スタンダード・3799）
- キーワードマーケティング
- 戯音工房
- 企画者104
- ギガプライズ（名証ネクスト・3830）
- 機関紙連合通信社
- 北国からの贈り物
- 北のまち新聞社
- キッズスター（東証グロース・248A）
- キノトロープ
- ギフティ（東証プライム・4449）
- ギャガ
- ギャザリングホールディングス
- Kyash
- キヤノン（東証プライム/名証プレミア/福証/札証・7751）（NYSE・CAJ）
  - キヤノンマーケティングジャパン（東証プライム・8060）
    - キヤノンITソリューションズ
      - キヤノンソフトウェア→キヤノンITソリューションズ

  - キヤノン電子
    - キヤノン電子テクノロジー
    - キヤノンエスキースシステム
    - キヤノンITSメディカル
    - キヤノンエスキースシステム
    - キヤノンシステムアンドサポート
    - キヤノンソフト情報システム
    - キヤノン電子テクノロジー
    - キヤノンマーケティングジャパン
- キャピタル・アセット・プランニング（東証スタンダード・3965）
- キャミックス
- キャロット (ポストプロダクション)
- Can (テレビ技術会社)
- キューアンドエー
- キュー・テック
- QPS研究所（東証グロース・5595）
- キューブシステム（東証プライム・2335）
- 教育新聞
- 共同エディット
- 共同コンピュータホールディングス → KYCOMホールディングス
- 共同通信社
- 共同テレビジョン
- 共立 (照明)
- 杏林舍
- キリスト新聞社
- ギンガシステムソリューション
- キングオクトパス
- 勤次郎（東証グロース・4013）
- 近鉄情報システム
- 金融ファクシミリ新聞社

### く
- Coolwind
- クオリサイトテクノロジーズ
- クオン (企業)
- Craudia
- クシム (企業)（東証スタンダード・2345）
- Kudan（東証グロース・4425）
- くふうカンパニーホールディングス（東証グロース・4376）
  - ロコガイド（東証マザーズ・4497）
  - くふう住まい（旧：くふう中間持株会社）（東証マザーズ・4399）
  - くふうウェディング（旧：エニマリ）（東証マザーズ・3685）
- gumi (企業)（東証プライム・3903）
- クラウドゲート (企業)
- クラウドワークス（東証グロース・3900）
- KLab（東証プライム・3656）
- グラフィック (企業)
- グリー (企業)（東証プライム・3632）
- クリスチャントゥデイ
- クルーズ (企業)（東証スタンダード・2138）
- クレオ (ソフトウェア)（東証スタンダード・9698）
- 呉ソフトウェア工房
- クロア (企業)
- Glow (ポストプロダクション)
- グローバルインフォメーション（東証スタンダード・4171）
- グローバルウェイ（東証グロース・3936）
- グローバルセキュリティエキスパート（東証グロース・4417）
- Globee（東証グロース・5575）
- グロービジョン
- クロステレビ
- クロステック
- クロス・マーケティンググループ（東証プライム・3675）
  - クロス・マーケティング
- クロスワープ
- クロップス（東証スタンダード・9428）
- 桑の実プロ

### け
- KSK (ソフトウェア)（東証スタンダード・9687）
- 京王ズホールディングス（東証マザーズ・3731）
- 京急システム
- Kカンパニー
- Kソリューション
- KDDI（東証プライム・9433）
  - 沖縄セルラー電話（東証スタンダード・9436）
  - ラック (企業)（東証スタンダード・3857）
- 敬天新聞社
- 競馬エース
- ケイバブック
- ケイブ（東証スタンダード・3760）
- KG情報
- ゲームオン
- ゲームフリーク
- ゲームポット
- ゲンダイエージェンシー（東証スタンダード・2411）
- 幻冬舎

### こ
- コア (ソフトウェア)（東証プライム・2359）
- コアコンセプト・テクノロジー（東証グロース・4371）
- コイニー
- 工画堂スタジオ
- 光影舎
- 構造計画研究所（東証スタンダード・4748）
- 神戸新聞社
- 神戸デジタル・ラボ
- 工房 (企業)
- コーエーテクモホールディングス（東証プライム・3635）
  - コーエーテクモゲームス（旧：コーエー / テクモ）
- コーワシステム
- ココナラ（東証グロース・4176）
- ココネ
- ココペリ (企業)（東証グロース・4167）
- Cocolive（東証グロース・137A）
- コスモ・スペース
- コナミホールディングス（旧：コナミ）（東証プライム・9766）
  - コナミデジタルエンタテインメント
- コネクシオ（東証プライム・9422）
- コネクトホールディングス → ジー・スリーホールディングス
- 五方よし
- コマースOneホールディングス（東証グロース・4496）
- コマップ
- コミックハウス
- コミュニケーション・プランニング
- コミュニティーファクトリー
- コムシスホールディングス
  - コムシス情報システム
- コムシード（名証ネクスト・3739）
- コムチュア（東証プライム・3844）
- コムテック (情報システム)
- ゴメス・コンサルティング→モーニングスター
- コラボス（東証グロース・3908）
- coly（東証グロース・4175）
- Coltテクノロジーサービス
- コレガ
- コロプラ（東証プライム・3668）
- コンテンツイノベーション
- ゴンゾ
- 今日新聞社
- コンピュータシステムエンジニアリング → 日立システムズエンジニアリングサービス
- コンピューターマネージメント（東証スタンダード・4491）

## サ行

### さ
- サークレイス（東証グロース・5029）
- サーコム・ジャパン
- サーティー・フレーム
- Third crew
- サイトリ細胞研究所（東証スタンダード・3750）
- 彩ネット
- サイバーブリッジ
- サーバーワークス（東証スタンダード・4434）
- サーベイボックス
- サイエンスアーツ（東証グロース・4412）
- サイエント
- サイオス (企業)（東証スタンダード・3744）
  - サイオステクノロジー
- 彩ネット
- サイバーコネクトツー
- サイバーステップ（東証スタンダード・3810）
- サイバーセキュリティクラウド（東証グロース・4493）
- サイバーディフェンス研究所
- サイバード
- サイバーリンクス（東証スタンダード・3683）
- サイプレス・ソリューションズ
- サイボウズ（東証プライム・4776）
- サインタイム
- サインド（東証グロース・4256）
- サインポスト（東証スタンダード・3996）
- サウンドエッグノッグ
- サウンド・シティ (企業)
- サウンドシップ
- サウンド・デザイン・キュービック
- サウンド・バム
- サウンドライズ
- サカイホールディングス（東証スタンダード・9446）
- 相模経済新聞社
- THECOO（東証グロース・4255）
- サクセス (ゲーム会社)
- サクセスネットワークス
- さくらインターネット（東証プライム・3778）
- さくらケーシーエス（東証スタンダード・4761）
- サスメド（東証グロース・4263）
- ザッパラス（東証スタンダード・3770）
- Sapeet（東証グロース・269A）
- ザ・プレス大阪
- THE WHY HOW DO COMPANY（東証スタンダード・3823）
- ザ・チューブ
- ザ・ホライズン
- SAMURAI&J PARTNERS → Nexus Bank
- サミーネットワークス
- ザメディアジョン
- サルソニード
- Sun Asterisk（東証プライム・4053）
- サンケン電気
- 産業経済新聞社
- 産業新聞社
- 産業編集センター
- 産経新聞出版
- サンケイリビング新聞社
- サンコー (北海道)
- Sansan（東証プライム・4443）
- サンディ (芸能事務所)
- 三洋ITソリューションズ
- 三洋コンピュータ
- サンライズ・テクノロジー
- サンリキュール

### し
- CIJ（東証プライム・4826）
- CRI・ミドルウェア（東証グロース・3698）
- シーイーシー（東証プライム・9692）
- CEホールディングス（東証スタンダード・4320）
  - シーエスアイ
- ジーエーピー
- JX通信社
- JWord → GMOインサイト
- CAM (企業)
- CAC Holdings（東証プライム・4725）
- CSK（旧：CSKホールディングス） → SCSK
  - CSKコミュニケーションズ
  - CSK-ITマネジメント
  - CSKシステムズ
- シーエスサービス
- シーエヌエス
- シイエヌエス（東証グロース・4076）

- GMOインターネットグループ（東証プライム・9449）
  - GMOイプシロン
  - GMOインサイト
  - GMOグローバルサイン・ホールディングス（東証プライム・3788）
  - GMOペイメントゲートウェイ（東証プライム・3769）
    - GMOフィナンシャルゲート（東証プライム・4051）

  - GMOペパボ（東証スタンダード・3633）
  - GMOデジロック（旧：デジロック）
  - GMOメイクショップ
  - GMOリサーチ（東証グロース・3695）

- C-GRIP
- SEEC (企業)
- シー・コネクト
- シーサイド・コミュニケーションズ
- シーサイドネット
- ジィ・シィ企画（東証グロース・4073）
- ジースタッフ
- ジー・スリーホールディングス（東証スタンダード・3647）
- ジーダット（東証スタンダード・3841）
- C Channel
- シーツー (企業)
- GDEPソリューションズ
- ジーネクスト（東証グロース・4179）
- シーネット (企業)
- ジーピーエー
- CBMIホールディングス
- CBC Dテック
- Cプロデュース
- SEAMS
- GVA TECH（東証グロース・298A）
- ジー・モード

- CINRA
- シェアリングテクノロジー（東証グロース・3989）
- Sharing Innovations（東証グロース・4178）
- JR系
  - JR九州システムソリューションズ
  - ジェイアールシステム・エンジニアリング
  - ジェイアール東海情報システム
  - JR西日本ITソリューションズ
  - JR東日本メカトロニクス
  - JR四国情報システム
  - ジェイアール総研情報システム
  - JR東日本情報システム

- JIEC （東証2・4291）
- Jig.jp（東証グロース・5244）
- JIG-SAW（東証グロース・3914）（旧：ジグソー）
- J-WAVE（旧：エフエムジャパン）
- J-WORKS
- ジェイ・エスコム ホールディングス（東証スタンダード・3779）
- JFEシステムズ（東証スタンダード・4832）
- JNSホールディングス → テクミラホールディングス
- JMDC（東証プライム・4483）
- ジェイエムテクノロジー
- ジェイ・キャスト
- ジェイ・クルー
- Jコーポレーション
- JSAT MOBILE Communications
- Jストリーム（東証グロース・4308）
- JTOWER（東証グロース・4485）
- JTP（東証スタンダード・2488）
- JSATインターナショナル
- ジェイズ・コミュニケーション
- JDSC（東証グロース・4418）
- JBCCホールディングス（東証プライム・9889）
- ジェイ・フィルム
- Jワークス
- ジェクシード（東証スタンダード・3719）
- ジェットプロダクション
- ジェニック
- ジェノバ (千代田区)（東証グロース・5570）
- ジグザグ（東証グロース・340A）
- じげん（東証プライム・3679）
- 時事通信社
- ジ・ズー
- システナ（東証プライム・2317）
- システムインテグレータ（東証スタンダード・3826）
- システムサポート（東証プライム・4396）
- システム情報（東証プライム・3677）
- システムズ・デザイン（東証スタンダード・3766）
- システムソフト （東証スタンダード・7527）
- システム ディ（東証スタンダード・3804）
- システム・テクノロジー・アイ → アイスタディ
- システムバンキング九州共同センター
- システムリサーチ（東証プライム・3771）
- シスコン (ゲーム会社)
- システムサポート
- 次世代電子商取引推進協議会（2010年3月解散）
- 自治体衛星通信機構
- 自動処理
- シナジーマーケティング（JASDAQ・3859）
- 信濃毎日新聞
- SYNAPSE
- シネックスジャパン
- SHIFT（東証プライム・3697）
- ジャストシステム（東証プライム・4686）
- ジャストプランニング（東証スタンダード・4287）
- ジャスミー
- シャノン (ソフトウェア会社)（東証グロース・3976）
- ジャパンインベスト・グループ（東証マザーズ・3827）
- ジャパンエフエムネットワーク (企業)
- ジャパンケーブルキャスト
- ジャパンシステム（JASDAQ・9758）
- ジャパンタイムズ
- ジャパンテレビ
- Japan Pet Press
- ジャンプコーポレーション
- 週刊住宅タイムズ
- 週刊つりニュース
- 秋水社
- 住宅産業新聞社
- 住宅新報
- 出版ニュース社
- ジュピターテレコム（JASDAQ・4817）
- ジュニパーネットワークス
- 小学館ミュージック&デジタル エンタテイメント
- 翔企画
- 将棋倶楽部24
- ショーケース（東証スタンダード・3909）
- 証券日刊新聞社
- 少年写真新聞社
- 情報サービス
- 情報サービス産業協会
- 情報セキュリティ
- 情報通信技術委員会
- 情報通信ネットワーク
- 情報企画（東証スタンダード・3712）
- 情報技術開発（JASDAQ・9638）
- 情報セキュリティ
- 松竹（東証プライム・9601）
- 昭文社ホールディングス（東証スタンダード・9475）（旧：昭文社）
  - 昭文社
  - 昭文社クリエイティブ（旧：昭文社デジタルソリューション）
- 情報戦略テクノロジー（東証グロース・155A）
- 昭和システムエンジニアリング（東証スタンダード・4752）
- ジョルダン（東証スタンダード・3710）
- ジラフ
- シリコンスタジオ（東証グロース・3907）
- シルバーエッグ・テクノロジー（東証グロース・3961）
- シルバーバレット
- シロップ (ベンチャー企業)
- 新アポロ出版
- シンカ（東証グロース・149A）
- 新華経済
- 新建新聞社
- CINC（東証グロース・4378）
- シンクロ・フード（東証プライム・3963）
- 新月通信社
- Synspective（東証グロース・290A）
- ジンテーゼ
- 新日本海新聞社
- シンプレクス・ホールディングス（東証プライム・4373）
- 新文化通信社
- 新聞通信社

### す
- スイット
- スウィッシュ・ジャパン
- スーパーリージョナル
- スカイアーチネットワークス
- スカラ (テクノロジー企業)（東証プライム・4845）
- スカラコミュニケーションズ
- スカパーJSATホールディングス（東証プライム・9412）
  - スカパーJSAT
  - スカパー・カスタマーリレーションズ
- スキルインフォメーションズ
- スクウェア・エニックス・ホールディングス（東証プライム・9684）
  - スクウェア・エニックス（旧：スクウェア / エニックス）
  - タイトー
- スクロール (編集プロダクション)
- 図研エルミック（東証スタンダード・4770）
- 鈴与シンワート（東証スタンダード・9360）
- SUDACCI
- スターチャイルド (企業)
- スターツ出版（東証スタンダード・7849）
- スターキャット・ケーブルネットワーク（JASDAQ・4339）
- スターネスジャパン
- スタイルノート
- スタジオヴェルト
- スタジオ・ハード
- スタジオ・ビーアンドエム
- スタジオベントスタッフ
- スタメン (企業)（東証グロース・4019）
- ステップ (ポストプロダクション)
- ストックボイス
- STORIES (企業)
- ストリームメディアコーポレーション（東証グロース・4772）
- ストレートエッジ (企業)
- スナッピー・コミュニケーションズ
- スパークジャパン
- スパイダープラス（東証グロース・4192）
- スバルプランニング
- Speee（東証スタンダード・4499）
- SpEED
- スピンコースター
- スペースシャワーSKIYAKIホールディングス（東証スタンダード・4838）
  - スペースシャワーネットワーク
  - SKIYAKI（東証グロース・3995）
- スペースマーケット（東証グロース・4487）
- スポーツ報知西部本社
- スポット (音響効果)
- スマホドック24
- スマートドライブ（東証グロース・5137）
- スマートバリュー（東証スタンダード・9417）
- SmartEbook.com → フォーサイド
- スマレジ（東証グロース・4431）
- スミセイ情報システム
- 住電通信エンジニアリング
- 住友電気工業
- 住商情報システム → SCSK
- ZUU（東証グロース・4387）
- すららネット（東証グロース・3998）
- 3one
- スロウカーブ

### せ
- セーフィー（東証グロース・4375）
- セガサミーホールディングス（東証プライム・6460）
  - セガグループ（旧：セガホールディングス）
    - セガ（旧：セガゲームス ← セガ）
      - アトラス (ゲーム会社)
      - セガ エックスディー

    - トムス・エンタテインメント

  - サミー
    - サミーネットワークス
- セカンドサイトアナリティカ（東証グロース・5028）
- セカンドショット
- セキュア (企業)（東証グロース・4264）
- セグエグループ（東証プライム・3968）
  - ジェイズ・コミュニケーション
- セコムトラストシステムズ
- セゾン情報システムズ（東証スタンダード・9640）
- セック (企業)（東証プライム・3741）
- Zホールディングス → LINEヤフー
- ゼニス (制作プロダクション)
- ゼネテック（東証スタンダード・4492）
- ゼネラル・パーチェス
- 特殊造型スタジオ Zeppet
- セブンシーズ・テックワークス → ファステップス → ビットワングループ
- セブンシーズホールディングス → FRACTALE
- セブンデイズウォー (企業)
- セルシス（東証プライム・3663）
- セレス (インターネット関連企業)（東証プライム・3696）
- ZEROUM
- ゼロウェイブ
- 繊研新聞社
- 全国漁協オンラインセンター
- 全国地域情報産業団体連合会
- 全国賃貸住宅新聞社
- 全国不登校新聞社
- ゼンマーケット
- ZenmuTech（東証グロース・338A）
- 戦略思想研究所
- ゼンリン（東証プライム・9474）
- ZENSHIN

### そ
- 創藝舎
- 総合美術会社
- ソースネクスト（東証プライム・4344）
- ソーシャルメディア利用環境整備機構
- ソーシャル・エコロジー・プロジェクト → 日本の企業一覧 (サービス)
- ソーシャルワイヤー（東証グロース・3929）
- ソード (企業)
- ソーバル
- ソケッツ（東証スタンダード・3634）
- ソシオコーポレーション
- ゾディアック (テレビ制作会社)
- Sotokoto online
- ソニーネットワークコミュニケーションズ
- ソニーペイメントサービス
- ソフィア総合研究所
- ゾフィープロダクツ
- ソフトイーサ
- ソフトウェア・サービス（東証スタンダード・3733）
- ソフトギア
- ソフトクリエイトホールディングス
- ソフトバンクグループ（東証プライム・9984）
  - ソフトバンクグループジャパン
    - ソフトバンク（東証プライム・9434）
    - SBテクノロジー（東証プライム・4726）
      - サイバートラスト（東証グロース・4498）
- ソフトブレーン（東証1・4779）
- ソフトフロントホールディングス（東証グロース・2321）
- ソフネットジャパン
- ソラコム（東証グロース・147A）
- ソラノート
- ソリトンシステムズ
- ソルクシーズ（東証スタンダード・4284）

## タ行

### た
- ダービー社
- ターボリナックスHD → ジオネクスト
- Dai (企業)
- 第一音響
- 第一生命カードサービス
- 大興電子通信
- ダイテック
- ダイナシステム (栃木県)
- ダイナミックマップ基盤 → ダイナミックマッププラットフォーム
- ダイナミックマッププラットフォーム（東証グロース・336A）
- 太平洋放送協会
- タイムス出版社
- 大和住販
- ダイヤモンドメディア
- 大和総研ホールディングス
- ダイワボウ情報システム
- 大和コンピューター（東証スタンダード・3816）
- 大和ハウスリアルティマネジメント
- 高千穂交易
- タカハタ電子
- 宝塚クリエイティブアーツ
- WFS (企業)
- ダブルスタンダード (企業)（東証プライム・3925）
- タマディック
- タルス
- TalentX（東証グロース・330A）
- 丹波新聞社

### ち
- Chatwork（東証グロース・4448）
- チャンネル銀河
- チャンピオンソフト
- 中央経済社ホールディングス（東証スタンダード・9476）
- 中央調査社
- 中央電子
- 中広
- 中国新聞社
- 中日新聞社
- 中部経済新聞社
- 中部日本放送（名証プレミア・9402）
  - CBCテレビ
  - CBCラジオ
- 中文産業
- 千代田ビデオ
- 千代田ラボ
- チームスピリット（東証グロース・4397）
- チエル（東証スタンダード・3933）
- チェンジホールディングス（東証プライム・3962）

### つ
- つなぐネットコミュニケーションズ

### て
- ディアイスクエア
- ディ・アイ・システム（東証スタンダード・4421）
- DearOne
- ティアンドエス（東証グロース・4055）
- T&Cメディカルサイエンス（JASDAQ・3832）
- ディヴォーション (制作プロダクション)
- ティ・エイ・エム・インターネットサービス
- DHCテレビジョン
- ティーエーピー
- ディー・エル・イー（東証スタンダード・3686）
- ディー・エヌ・エー
- ティーガイア（東証プライム・3738）
- ディークラフト
- TKC（東証プライム・9746）
- ディーコープ
- DICO (ゲーム会社)
- TCBホールディングス
- DGフィナンシャルテクノロジー
- TDCソフト（旧：TDCソフトウェアエンジニアリング）（東証プライム・4687）
- TIS(2代)（東証プライム・3626）（旧：ITホールディングス / TIS(初代)）
- ディー・ディー・エス（東証グロース・3782）
- DTS (情報システム)（東証プライム・9682）
- ディーネット
- ディーバ (会計システム)
- TBSホールディングス（東証プライム・9401）
  - TBSアクト
  - TBSグロウディア
  - TBSテレビ
  - TBSラジオ
- Deepwork
- ティ・ピー・ブレーン
- ティーピーリンクジャパン
- テイクシステムズ
- ディジタルメディアプロフェッショナル（東証グロース・3652）
- ディバータ
- 艇友ニュース
- DIRECTIONS
- テーク・ワン
- データ・アプリケーション（東証スタンダード・3848）
- データスタジアム
- データセクション（東証グロース・3905）
- データホライゾン（東証グロース・3628）
- テクマトリックス
- テクノスジャパン (新宿区)（東証スタンダード・3666）
- テクノスジャパン (IT企業)
- テクノマセマティカル（東証スタンダード・3787）
- テクノマックス
- テクノロジーズ（東証グロース・5248）
- テクマトリックス（東証プライム・3762）
- テクミラホールディングス（東証スタンダード・3627）
  - ネオス (情報・通信業)
- デザインファクトリー (千葉県)
- テスク（名証メイン・4349）
- デスクワン
- デジカ
- デジタルアーツ（東証プライム・2326）
- デジタルアドベンチャー → ストリームメディアコーポレーション
- デジタル・インフォメーション・テクノロジー（東証プライム・3916）
- デジタルガレージ（東証プライム・4819）
- デジタルサーカス
- デジタルデザイン → SAMURAI&J PARTNERS
- デジタルハーツホールディングス（東証プライム・3676）（旧：ハーツユナイテッドグループ）
  - デジタルハーツ
- デジタルプラス（東証グロース・3691）
- テックビューロ
- テックファームホールディングス（東証グロース・3625）
  - テックファーム
- 鉄道情報システム
- 手間いらず（東証スタンダード・2477）
- 出前館（東証スタンダード・2484）
- テモナ（東証スタンダード・3985）
- テラスカイ（東証プライム・3915）
- テリロジーホールディングス （東証スタンダード・5133）
  - テリロジー （東証スタンダード・3356）
- デル
- テルウェル東日本
- テルウェル西日本
- テレコープ
- テレコムクレジット
- テレコムサービス協会
- テレコムスクエア
- テレテック
- テレトピア
- テレビ朝日ホールディングス（東証プライム・9409）
  - テレビ朝日
  - テレビ朝日映像
  - テレビ朝日メディアプレックス
  - シンエイ動画
- テレビジオン
- テレビ東京ホールディングス（東証プライム・9413）
  - テレビ東京
  - テレビ東京ブロードバンド
  - テレビ東京コミュニケーションズ
- デュオシステムズ → ITbook
- 電気通信普及財団
- 電脳職人村
- 電波産業会
- 電算（東証スタンダード・3640）
- 電算システムホールディングス（東証プライム・4072）
  - 電算システム（東証1・3630）
- 電子公園
- テンダ（東証スタンダード・4198）
- 電通国際情報サービス（東証プライム・4812）
- 電波新聞社
- 電波タイムス社

### と
- 2Dfacto
- TOKAIコミュニケーションズ
- 登記簿図書館
- トーシンホールディングス（旧：トーシン）（東証スタンダード・9444）
- トーセ（東証スタンダード・4728）
- 東映（東証プライム・9605）
  - 東映アニメーション（東証スタンダード・4816）
  - 東映デジタルラボ
  - 東映ラボ・テック
- TOKAIコミュニケーションズ
- 東海サウンド
- 東海ソフト（東証スタンダード・4430）
- 東計電算（東証スタンダード・4746）
- 東京海上日動システムズ
- Tokyo Creative
- 東京公司
- 東京サウンドプロダクション
- 東京産業新聞社
- 東京テレビセンター
- 東京テレメッセージサービス
- 東京都情報産業協会
- 東京大学新聞社
- 東京ニュース通信社
- 東京ベイ通信
- 東京放送ホールディングス → TBSホールディングス
- 東京レコードマネジメント
- 刀剣春秋新聞社
- 東芝情報システム
- 東通インフィニティー
- 東宝（東証プライム・9602）
- 東邦ガス情報システム
- 東邦システムサイエンス（東証プライム・4333）
- 東方通信社
- 東北インフォメーション・システムズ
- 東北映音
- 東北新社（東証スタンダード・2329）
- 東名（東証スタンダード・4439）
- 同盟通信社
- 東洋経済日報
- 東洋電装 (広島市の企業)
- 東陽テクニカ
- 東洋ビジネスエンジニアリング → ビジネスエンジニアリング
- 東和ハイシステム（東証スタンダード・4172）
- トータル・オフィス・プランニング
- ドーン（東証スタンダード・2303）
- ドコモ・システムズ
- ドコモ・ためタン
- ドコモ・データコム
- ドコモ・バイクシェア
- 所沢マガジン
- 栃放エンタープライズ
- トビラシステムズ（東証スタンダード・4441）
- トヨクモ（東証グロース・4058）
- トヨタコミュニケーションシステム → トヨタシステムズ
- トヨタコネクティッド
- トヨタシステムズ
- TRIART
- トライアイズ（東証グロース・4840）
- トライアンフコーポレーション（GSエマージング・3651）
- トラストネットワーク
- トランザクション・メディア・ネットワークス（東証グロース・5258）
- トランスデジタル
- ドリームバイザー・ドット・コム → ドリームバイザー・ホールディングス → ウェルス・マネジメント
- ドリーム・アーツ（東証グロース・4811）
  - ドリーム・アーツ沖縄 → ドリーム・アーツ
- ドリコム（東証グロース・3793）
- tripla（東証グロース・5136）
- トリプルアイズ（東証グロース・5026）
- True Data（東証グロース・4416）
- トレンドマイクロ（東証プライム・4704）

## ナ行

### な
- 内外切抜通信社
- ナイス (神奈川県の企業)
- ナイスク
- ナイトレイ
- ナイル (企業)（東証グロース・5618）
- ナオ (企業)
- 長野県協同電算
- 流山新聞社
- ナビッピドットコム
- ナノ・メディア
- 南紀新報社

### に
- 新潟日報社
- 新潟放送（東証スタンダード・9408）
- ニーズウェル（東証プライム・3992）
- ニコンシステム
- 西新宿ドットネット
- 西日本新聞社
- 日外アソシエーツ
- 日刊現代
- 日刊スポーツ新聞西日本
- 日刊スポーツPRESS
- 日刊スポーツプロモーション
- 日刊編集センター
- 日経QUICKニュース
- 日鋼情報システム
- 日商エレクトロニクス
- 日東通信機
- 日音プランニング
- 日露通信社
- ニッセイコム
- ニッセイ情報テクノロジー
- ニッセン・クレジットサービス
- ニュークリアス (日本のメール配信ベンダー)
- 日通システム→勤次郎
- 日通情報システム
- 日通総合研究所
- 日鉄ソリューションズ（旧：新日鉄住金ソリューションズ）（東証プライム・2327）
- 日放
- ニフティ（東証2・3828）
- ニフティライフスタイル（東証グロース・4262）
- 日本電気
  - 日本電気通信システム
- 日本郵政インフォメーションテクノロジー
- 日本アイ・ビー・エム
- 日本アジアグループ（東証1・3751）
- 日本医科器械新聞社
- 日本一ソフトウェア（東証スタンダード・3851）
- 日本インタビュ新聞社
- JPIX
- 日本エンタープライズ（東証スタンダード・4829）
- 日本HP
- 日本SGI
- 日本NCR
- 日本オラクル（東証スタンダード・4716）
- 日本オフィス・システム
- 日本企業情報
- 日本教育新聞
- 日本経済新聞社
- 日本ケーブルラボ
- 日本ゲートウェイ
- 日本コンピュータ・ダイナミクス（東証スタンダード・4783）
- 日本コンピュータシステム
- 日本コンピューター・システム→NCS&A
- 日本サード・パーティ → JTP
- 日本産業ホールディングズ
- 日本システムウエア（東証プライム・9739）
- 日本システム技術（東証プライム・4323）
- 日本時事評論社
- 日本証券新聞社
- 日本情報クリエイト（東証グロース・4054）
- 日本情報通信
- 日本情報経済社会推進協会
- 日本自動化開発
- 日本瑞友テクノロジー
- 日本信用情報機構
- 日本スペースイメージング
- 日本ソルテック
- 日本通信（東証プライム・9424）
- 日本データ通信協会
- 日本テクノ・ラボ（札証アンビシャス・3849）
- 日本デジタルコミュニケーションズ
- 日本デジコム
- 日本テレネット (通信事業者)
- 日本テレビホールディングス（東証プライム・9404）
  - 日本テレビ放送網
  - 日テレ・テクニカル・リソーシズ
  - マッドハウス
- 日本テレホン（東証スタンダード・9425）
- 日本電気通信システム
- NTT（東証プライム・9432）
  - NTT東日本
  - NTT西日本
    - NTTソルマーレ
    - NTTネオメイト
    - NTTマーケティングアクトProCX
    - NTTメディアサプライ → NTTフィールドテクノ

  - NTTドコモ（東証1・9437）
    - NTTドコモソリューションズ
      - NTTインターネット

    - NTTドコモビジネス
      - エヌ・ティ・ティ・ピーシーコミュニケーションズ
      - エヌ・ティ・ティ・レゾナント
      - NTTコム オンライン・マーケティング・ソリューション
      - NTTレゾナント
      - NTTワールドエンジニアリングマリン
      - NTTPCコミュニケーションズ

    - NTTデータグループ（東証プライム・9613）
      - NTTデータ
      - NTT DATA, Inc.
      - エヌ・ティ・ティ・データ・イントラマート（東証スタンダード・3850）
      - NTTデータカスタマサービス
      - NTTデータ経営研究所
      - NTTデータNJK（旧：エヌジェーケー）
      - エヌ・ティ・ティ・データ・ウェーブ
      - ジャステック（東証プライム・9717）

  - NTTテクノクロス
    - エヌ・ティ・ティ・ソフトウェア → NTTテクノクロス

  - エヌ・ティ・ティ・ブロードバンドプラットフォーム
  - NTTアドバンステクノロジ
  - NTTイノベーティブデバイス
  - NTTビズリンク
  - NTTラーニングシステムズ
- 日本道路交通情報センター
- 日本ナレッジ（東証グロース・5252）
- 日本ネットワークセキュリティ協会
- 日本ネットワークサービス
- 日本農業新聞
- 日本農民新聞社
- 日本BS放送（東証スタンダード・9414）
- 日本ビジネスシステムズ（東証スタンダード・5036）
- 日本ファルコム（東証グロース・3723）
- 日本プロセス（東証スタンダード・9651）
- 日本ベリサイン
- 日本メディカルネットコミュニケーションズ → メディカルネット
- ニホンモニター
- 日本リスク・データ・バンク
- 日本流通産業新聞社
- 日本レコードマネジメント
- 日本ユニシス → BIPROGY
- 日本ラッド（東証スタンダード・4736）
- ニュークリアス (日本のメール配信ベンダー)
- ニユーテレス
- ニューラルポケット（東証グロース・4056）

### ぬ
- ヌーベルアージュ
- ヌーベルバーグ (テレビ技術会社)
- ヌーラボ（東証グロース・5033）

### ね
- ネイキッド (映像制作会社)
- ネオス → JNSホールディングス → テクミラホールディングス
- ネオジャパン（東証プライム・3921）
- ネオマーケティング（東証スタンダード・4196）
- Nexus Bank（JASDAQ・4764）
- ネクサスホールディングス（GSエマージング・3748）
- ネクシオン
- ネクスウェイ
- ネクステック (製造システム) → 経営共創基盤に合併
- ネクストウェア（東証スタンダード・4814）
- ネクストジェン（東証スタンダード・3842）
- ネクソン（東証プライム・3659）
  - gloops
- ネットアドバンス
- ネットイヤーグループ（東証グロース・3622）
- ネットスターズ（東証グロース・5590）
- ネットビレッジ → fonfun
- ネットフォレスト (企業)
- ネットプロテクションズホールディングス
  - ネットプロテクションズ
- ネットマークス
- ネットラスト
- ネットワークインテグレーター
- ネットワンシステムズ（東証プライム・7518）
- ネットワークバリューコンポネンツ
- ネプロジャパン → エヌジェイホールディングス

### の
- ノイズ (企業)
- note (企業)（東証グロース・5243）
- ノエシス (企業)
- ノバシステム（東証スタンダード・5257）
- ノムラシステムコーポレーション（東証スタンダード・3940）
- 野村総合研究所（東証プライム・4307）

## ハ行

### は
- PKSHA Technology（東証プライム・3993）
- パーソルR&D
- HARP
- HARMONY (企業)
- ハイド (ゲーム会社)
- バイドゥ (企業)
- ハイパー (商社)
- ハイパープラニング
- パイプドHD（東証スタンダード・3919）
  - パイプドビッツ（東証1・3831）
- ハイブリッドテクノロジーズ（東証グロース・4260）
- ハイマックス（東証スタンダード・4299）
- パイロテック
- パインズ
- バウムレーベン
- 萩原電気ホールディングス
  - 萩原電気
- 博報堂DYメディアパートナーズ
- 馬券予想会社
- パシフィックシステム（東証スタンダード・3847）
- パス (企業)（東証スタンダード・3840）
- バスク (テレビ技術会社)
- Basho
- ハッチ・ワーク（東証グロース・148A）
- バッファロー (パソコン周辺機器)
- ハドソン → コナミデジタルエンタテインメント
- パナソニックホールディングス（東証プライム6752/名証プレミア6752）（旧：パナソニック）
  - パナソニック インフォメーションシステムズ（東証1・4283）（旧：パナソニック電工インフォメーションシステムズ）
  - パナソニックLSネットワークス
  - パナソニック コネクト
  - パナソニック システムソリューションズ ジャパン
  - パナソニック モバイルコミュニケーションズ
- パピレス（東証スタンダード・3641）
- ハムスター (ゲーム会社)
- バリオセキュア（東証スタンダード・4494）
- バリュー・クエスト
- バリューゴルフ（東証グロース・3931）
- バル・エンタープライズ
- バルクホールディングス
- ハルシステムコンピューター
- バルテス（東証グロース・4442）
- VALUENEX（東証グロース・4422）
- パワーソリューションズ（東証グロース・4450）
- バンエイト
- バンク・オブ・イノベーション（東証グロース・4393）
- バンクテック・ジャパン → プリマジェスト
- ハングリード
- バンダイナムコホールディングス
  - バンダイ
  - バンダイナムコエンターテインメント（旧：バンダイナムコゲームス ← ナムコ）
  - バンダイネットワークス → バンダイナムコエンターテインメント
  - バンダイナムコライツマーケティング
  - バンダイナムコフィルムワークス（旧：バンダイビジュアル、サンライズ）
  - ディースリー・パブリッシャー
  - 創通（JASDAQ・3711）
- 阪神コンテンツリンク
- ハンモック (企業)（東証グロース・173A）

### ひ
- PR TIMES（東証プライム・3922）
- ビーアイテック
- ビーイング (ソフトウェア)（JASDAQ・4734）
- PE-BANK
- BSS企画
- BSNアイネット
- BeeX（東証グロース・4270）
- ビーエス・コンディショナルアクセスシステムズ
- PSソリューションズ
- ビーエスピー → ユニリタ
- ビーグリー（東証スタンダード・3981）
- ビーグル (ポストプロダクション)
- ピー・シー・エー（東証プライム・9629）
- BCN (企業)
- PCIホールディングス（東証スタンダード・3918）
- ビィズ・クロコ
- ピーティーエス・コンサルティング・ジャパン
- BTM (企業)（東証グロース・5247）
- ピーディーシー
- ビートコミュニケーション
- ビートレンド（東証グロース・4020）
- BBH → ジェクシード
- ビービーネット → クレスト・インベストメンツ（卸売業）
- BEENOS
- ピー・ビーシステムズ（東証グロース・4447）
- ビープラッツ（東証グロース・4381）
- ビーブレイクシステムズ（東証グロース・3986）
- ビーマップ（東証グロース・4316）
- ビームス (IT企業)
- HEROZ（東証スタンダード・4382）
- Hubase-i
- ピグミースタジオ
- ビューティーナビ
- 光通信（東証プライム・9435）
- BEGIN (制作プロダクション)
- ピコハウス
- ビザスク（東証グロース・4490）
- ビジネスエンジニアリング（東証プライム・4828）
- ビジネストラスト
- ビジネスバンクコンサルティング→BBH→ジェクシード
- ビジネスブレイン太田昭和（東証プライム・9658）
- ビジネスラリアート
- ビジネス・ワンホールディングス（福証Q-Board・4827）
- 備北民報社
- ビジュアルコミュニケーションズ
- ビジュアル・プロセッシング・ジャパン（東証グロース・334A）
- visumo（東証グロース・303A）
- ビジョナル（東証プライム・4194）
- ビジョン (企業)（東証プライム・9416）
- BIJIN&Co.
- 日立国際電気
- 日立製作所
  - 日立ドキュメントソリューションズ
  - 日立システムアンドサービス → 日立ソリューションズ
  - 日立システムズ（旧：日立情報システムズ）
    - 日立システムズエンジニアリングサービス
    - 日立システムズフィールドサービス
    - 日立システムズネットワークス → 日立システムズフィールドサービス
    - 日立システムズパワーサービス

  - 日立社会情報サービス
  - 日立ソリューションズ（旧：日立ソフトウェアエンジニアリング）
    - 日立ソリューションズ・クリエイト（旧：日立ソリューションズ・ビジネス ← 日立ビジネスソリューション）
- ビッグ (不動産会社)
- ビック東海 → TOKAIコミュニケーションズ
- ビットアイル・エクイニクス（旧：ビットアイル）（東証1・3811）
- BitStar
- ビットワングループ → クオンタムソリューションズ
- BIPROGY（東証プライム・8056）
- ビデオスタッフ
- ビデオフォーカス
- BBDイニシアティブ（東証グロース・5259）
  - ナレッジスイート（東証グロース・3999）
- ヒビノ (音響映像)
- ヒューマンテクノロジーズ（東証グロース・5621）
- ビリングシステム（東証グロース・3623）
- 広島放送
- Pinpoon

### ふ
- ファーストアカウンティング（東証グロース・5588）
- FIRSTKLAS
- ファーストショット
- ファイ (プロダクション)
- ファイバーゲート（東証プライム・9450）
- ファインズ（東証グロース・5125）
- ファインデックス（東証プライム・3649）
- ファインネットテクノロジー（GSオーディナリー・3631）
- ファステップス → ビットワングループ
- 1stホールディングス（東証2・3644） → ウイングアーク1st
- ファブリカホールディングス（東証スタンダード・4193）
- ファンタスティカ
- Feedback
- VSQ
- FIXER (企業)（東証グロース・5129）
- フィーチャ（東証グロース・4052）
- Finatextホールディングス（東証グロース・4419）
- フィールドキャスター
- フィスコ（東証グロース・3807）
- フィックスターズ（東証プライム・3687）
- ブイキューブ（東証プライム・3681）
- VSN
- ブイトゥーエス
- フィリアデザイン
- V1パブリッシング
- フーバーブレイン（東証グロース・3927）
- フーモア
- フェイス (企業)（東証スタンダード・4295）
  - 日本コロムビア（東証1・6791）
- フェイス・ワンダワークス
- FAITHentertainment
- フォーカスシステムズ（東証プライム・4662）
- フォーサイド（東証スタンダード・2330）
- フォーチュン (テレビ技術会社)
- フォートン
- フォーバル
- フォーバルテレコム（東証スタンダード・9445）
- フォーバル・リアルストレート（東証スタンダード・9423）
- 4MEEE
- フォーラムエンジニアリング
- 4-Legs
- Photosynth（東証グロース・4379）
- フォルシア（東証グロース・304A）
- fonfun（東証スタンダード・2323）
- ブクログ
- フコク情報システム
- 福井コンピュータホールディングス（旧：福井コンピュータ）（東証プライム・9790）
  - 福井コンピュータ
  - 福井コンピュータアーキテクト
  - 福井コンピュータスマート
  - 福井コンピュータシステム
- 富士ソフト（東証プライム・9749）
  - ヴィンクス（東証スタンダード・3784）
  - サイバーコム (仙台市)（東証スタンダード・3852）
  - サイバネットシステム（東証スタンダード・4312）
  - 富士ソフトサービスビューロ
- 富士電機ITソリューション
- 筆まめ
- 富士通アドバンストエンジニアリング
- 富士通エフ・アイ・ピー
- 富士通エンジニアリングテクノロジーズ
- 富士通ソフトウェアテクノロジーズ
- 富士通ワイエフシー
- 富士通ビー・エス・シー（JASDAQ・4793）
- 富士通マーケティング
- フジ・メディア・ホールディングス（東証プライム・4676）
  - フジテレビジョン
  - ニッポン放送
  - フジ・メディア・テクノロジー
- フタミ企画
- ブックウォーカー
- BookLive
- 不動産流通研究所
- ふなや
- フューエルド
- Fusic（東証グロース・5256）
- フュージョンパートナー→スカラ
- フューチャー（東証プライム・4722）
  - フューチャーアーキテクト
- フューチャーラボ (2013年設立の企業)
- フライトホールディングス（東証スタンダード・3753）
- プライマル (ソフトウェア会社)
- プライム・ストラテジー（東証スタンダード・5250）
- プライムワークス → ネオス
- フライヤー (企業)（東証グロース・323A）
- フライングドッグ
- フラクタリスト
- プラスアルファ・コンサルティング（東証プライム・4071）
- pluszero（東証グロース・5132）
- プラスディー
- ブラステル
- BRANU
- プラネット (企業)
- ブラスト (企業)
- ぷらら
- プランニング・テレビジョン
- フリー（東証グロース・4478）
- フリークアウト・ホールディングス
- フリーダム・オブ・ザック
- フリード → フォーバル・リアルストレート
- フリービット（東証プライム・3843）
- ブリッジインターナショナル
- プリマジェスト
- プリンストン (企業)
- プリンセス
- ブル (テレビ技術会社)
- ブルーイノベーション（東証グロース・5597）
- Blue clover
- BlueMeme（東証グロース・4069）
- Thee BLUEBEAT
- プレイド (企業)（東証グロース・4165）
- フレイムハーツ
- ブレインズテクノロジー（東証グロース・4075）
- ブレーン
- フレクト（東証グロース・4414）
- プレゼンスクルー
- プレミアム・プラットフォーム・ジャパン
- ブロードエンタープライズ（東証グロース・4415）
- BroadBank
- ブロードバンドセキュリティ（東証スタンダード・4398）
- ブロードバンドタワー（東証スタンダード・3776）
- ブロードネットマックス
- ブロードメディア
- ブロードリーフ（東証プライム・3673）
- ブログウォッチャー
- プログレッソ (照明)
- プロサイド
- プロジー
- プロジェクト80
- プロシップ（東証プライム・3763）
- Plott
- プロディライト（東証グロース・5580）
- プロデュース・オン・デマンド
- プロトコーポレーション（東証プライム・4298）
- プロネクサス
- プロパティデータバンク（東証グロース・4389）
- FROM JAPAN
- プロメテック・ソフトウェア
- プンディラボ.ジャパン
- 文化通信社
- 文化放送
- 文溪堂（名証メイン・9471）

### へ
- bayfm
- ベイシス（東証グロース・4068）
- ベイシス (制作プロダクション)
- ペイジェント
- BABY SOUND LUCK
- PayPay
- ペイメントファースト
- ペイロール（東証グロース・4489）
- ベース（東証プライム・4481）
- BASE（東証グロース・4477）
- paperboy&co. → GMOペパボ
- ベガコーポレーション
- ベストメディア
- ベストリザーブ
- ヘッドウォータース（東証グロース・4011）
- PETOKOTO
- ベネッセインフォシェル
- ベネフィットジャパン（東証スタンダード・3934）
- ベビログ
- ベリカ
- ベリサーブ（東証1・3724）
- ベリトランス
- ベルパーク（東証スタンダード・9441）
- HENNGE（東証グロース・4475）

### ほ
- 放芸
- HOUSEI（東証グロース・5035）（旧：方正）
- 放送映画製作所
- 放送技術社
- Borderlessworld
- ポーターズ（東証グロース・5126）
- 報知新聞社
- ボードルア（東証プライム・4413）
- ポールトゥウィンホールディングス（旧・ポールトゥウィン・ピットクルーホールディングス）（東証プライム・3657）
  - ポールトゥウィン
  - ピットクルー → ポールトゥウィン
- POSTMÄRCHEN
- ホーボーズ
- ポジティブイット
- PostPrime（東証グロース・198A）
- 北海道キューブシステム
- 北海道ジェイ・アール・システム開発
- 北海道日刊スポーツ新聞社
- 北海道録画センター
- ポッシブル (番組制作会社)
- Pod TV
- PopIn
- Hon.jp
- ホットリンク（東証グロース・3680）
- ポニーキャニオンエンタープライズ
- ポニーキャニオンプランニング
- POPER（東証グロース・5134）
- ホライズンワークス
- ボルテージ（東証スタンダード・3639）

## マ行

### ま
- マーキュリーリアルテックイノベーター（東証グロース・5025）
- マークラインズ（東証プライム・3901）
- マーソ（東証グロース・5619）
- マーベラス（旧：マーベラスAQL ← マーベラスエンターテイメント）（東証プライム・7844）
  - マーベラスインタラクティブ→マーベラス
- マール (ラジオ番組制作会社)
- マイギ
- 毎日コミュニケーションズ → マイナビ
- 毎日新聞社
- マイネット（東証スタンダード・3928）
- マウス (ポストプロダクション)
- マクアケ（東証グロース・4479）
- マクニカネットワークス
- マグネット (ポストプロダクション)
- まぐまぐ（東証スタンダード・4059）
- マクロミル（東証プライム・3978）
- マッグガーデン
- MADURO ONLINE
- 学びエイド（東証グロース・184A）
- Manebi
- MABU
- Mapion
- 豆蔵K2TOPホールディングス
  - JSEEホールディングス（旧：豆蔵ホールディングス ← 豆蔵OSホールディングス）（東証1・3756）
- 豆蔵デジタルホールディングス（東証グロース・202A）
  - 豆蔵
  - コーワメックス
  - エヌティ・ソリューションズ
- MAYA SYSTEM
- マリゴールド
- マルチビッツ
- まるビデオ
- MAYA SYSTEM
- 丸紅情報システムズ
- 丸紅テレコム
- マルマンコンピュータサービス
- MADURO ONLINE
- マネーフォワード（東証プライム・3994）
- マンション管理新聞社

### み
- ミーカンパニー
- ミーク（東証グロース・332A）
- みずほ東芝リース
- みずほファクター
- 三井情報（東証2・2665）
- 三井住友トラスト基礎研究所
- 三井住友トラストTAソリューション
- ミック経済研究所
- ミッククリエーション
- ミックスゾーン (ラジオ番組制作会社)
- MITホールディングス（東証スタンダード・4016）
- 三菱スペース・ソフトウエア
- 三菱総合研究所（東証プライム・3636）
  - 三菱総研DCS
- ミディアルタ エンタテインメントワークス
- みなと山口合同新聞社
- ミヤギテレビサービス
- ミュージックバンカー
- 未来ネット
- ミライロ（東証グロース・335A）
- ミロク情報サービス（東証プライム・9928）
- ミンカブ・ジ・インフォノイド（東証グロース・4436）

### む
- Mooter

### め
- 明治安田システム・テクノロジー
- 明和eテック
- メガコスモ
- メタップスペイメント
- MetaMoJi
- メッツ (企業)（東証マザーズ・4744）
- Media X
- メディアエクスチェンジ
- メディア工房（東証グロース・3815）
- メディアシーク（東証グロース・4824）
- メディアテック (大阪市)
- メディアテック (石巻市)
- メディアドゥ（旧：メディアドゥホールディングス）（東証プライム・3678）
- メディアファイブ（福証Q-Board・3824）
- メディカル・データ・ビジョン（東証プライム・3902）
- メディカルネット（東証グロース・3645）
- メドレー (企業)（東証プライム・4480）
- メトロエンジン
- メルカリ（東証プライム・4385）

### も
- モイ（東証グロース・5031）
- モウリアートワークススタジオ
- monoAI technology（東証グロース・5240）
- Morondo
- モバイルクリエイト→FIG
- モバイルファクトリー（東証スタンダード・3912）
- モバイルブック・ジェーピー
- モビルス（東証グロース・4370）
- モブキャストホールディングス
- モリサワ
- モルフォ (企業)（東証グロース・3653）
- モンスターラボホールディングス（東証グロース・5255）

## ヤ行

### や
- ヤフー (企業) → LINEヤフー
- ヤプリ（東証グロース・4168）
- 山銀システムサービス
- 山口システム開発
- やまと新聞社
- ヤマハモーターソリューション
- 安川情報システム→YE DIGITAL

### ゆ
- ULSグループ（東証スタンダード・3798）
  - ウルシステムズ
- UQコミュニケーションズ
- ユークス（東証スタンダード・4334）
- ユーザーローカル（東証プライム・3984）
- USEN-NEXT HOLDINGS（東証プライム・9418）
  - USEN（JASDAQ・4842）
  - USEN ICT Solutions
  - U-NEXT
  - TACT (企業)
- 豊電子工業
- UTテクノロジー
- ユナイトアンドグロウ（東証グロース・4486）
- ユニアデックス
- ユニクエスト
- UNITEDROOMS
- ユニファ (愛知県)
- ユニラボ
- ユニリタ（東証スタンダード・3800）
- ユビキタスAIコーポレーション（東証スタンダード・3858）（旧：ユビキタス）
- Ubicomホールディングス（東証プライム・3937）
- ユミックス
- ユミルリンク（東証グロース・4372）
- 夢テクノロジー
- 夢の街創造委員会 → 出前館

### よ
- YOZAN
- 横河ソリューションズ → 横河ソリューションサービス
- 横河ファウンドリー
- 横浜エフエム放送
- よしもとファンダンゴ
- よしもとブロードエンタテインメント
- よしもとブロードエンタテインメント編集室
- 読売新聞グループ本社
  - 読売新聞社
  - 読売新聞大阪本社
  - 読売新聞西部本社
  - 読売新聞東京本社
- よりそう

## ラ行

### ら
- ライターズ・オフィス
- ライティング (編集プロダクション)
- ライトワークス（東証グロース・4267）
- ライナック (企業)
- ライブドア
- LIFULL
- LINE → Z中間グローバル
- LINEヤフー（東証プライム・4689）
  - Z中間グローバル
  - LINEヤフーコミュニケーションズ（旧・LINE Fukuoka）
  - LINE Pay
- ラキール（東証グロース・4074）
- ラクーンホールディングス （東証プライム・3031）
- ラクス (企業)（東証プライム・3923）
- ラクスル（東証プライム・4384）
- 楽天コミュニケーションズ
  - フュージョン・ネットワークサービス → フュージョン・コミュニケーションズ
- rakumo（東証グロース・4060）
- ラヂオプレス
- ラティス・テクノロジー
- ラビットムーンオフィス
- ラフト (ポストプロダクション)
- Laboro.AI（東証グロース・5586）
- ランサーズ（東証グロース・4484）
- ランドコンピュータ（東証プライム・3924）

### り
- リアズ
- リアルエステートジャパン
- リアルコム → Abalance（日本の企業一覧 (電気機器)）
- リアルワールド → デジタルプラス
- リーチローカル・ジャパン
- リードプラス
- リクルートスタッフィング情報サービス
- リコージャパン
- リコーリース
- リザービア
- リジョブ
- リスクモンスター（東証スタンダード・3768）
- リックソフト（東証グロース・4429）
- Ridge-i（東証グロース・5572）
- リバプール (企業)
- リビン・テクノロジーズ（東証グロース・4445）
- リブ・マックス
- リブリカ
- リブセンス
- Rebase（東証グロース・5138）
- リミックスポイント（東証スタンダード・3825）
- 琉球トラスト
- 両備システムズ
- 両毛システムズ（東証スタンダード・9691）
- 菱友システムズ（東証スタンダード・4685）
- リンカーズ（東証グロース・5131）
- Link-U（東証プライム・4446）

### る
- ループ (テレビ技術会社)

### れ
- レアル (企業)
- 冷凍食品新聞社
- レーベルゲート
- レスパスビジョン
- レディオパワープロジェクト
- レプトン (会社)
- レベルファイブ

### ろ
- ロケーションバリュー
- ロケット (制作会社)
- ロジザード（東証グロース・4391）
- ロックウェーブ
- ロックオン → イルグルム
- ROXX（東証グロース・241A）
- Loppi
- ロボス
- ROBOT PAYMENT（東証グロース・4374）
- Long Tail Live Station

## ワ行

### わ
- WOWOW（東証プライム・4839）
- ワークスアプリケーションズ
- ワイイーシーソリューションズ
- YE DIGITAL（東証スタンダード・2354）
- YCC情報システム
- ワイズマン
- Ytv Nextry
- ワイヤーアクション (企業)
- ワイヤ・アンド・ワイヤレス
- ワイヤレスゲート（東証スタンダード・9419）
- Y.U-mobile
- ワインド・アップ
- WOW WORLD GROUP（東証プライム・5128）
  - WOW WORLD（東証プライム・2352）
- WACUL（東証グロース・4173）
- ワンオアエイト
- ワンキャリア（東証グロース・4377）
- ONE COMPATH
- ONE'S BEST
- ワンダーコーポレーション
- ワンダープラネット（東証グロース・4199）
- ワンハート